# فرازير أرمسترونغ (أستاذ جامعي)
فرازير أرمسترونغ (بالإنجليزية: Fraser Armstrong)‏ هو كيميائي بريطاني، ولد في 1951 في كامبريدج في المملكة المتحدة.

## وصلات خارجية
- الموقع الرسمي